# 胡培翬
胡培翬（1782年—1849年），字載屏，號竹村，安徽績溪人，清朝官員。

## 生平
胡秉欽之子。祖父胡匡衷，從父胡秉虔，皆以治《儀禮》聞名，於经义多所发明。培翬少承家學，師從淩廷堪，博通經術，尤精於《三禮》，初著《燕寝考》三卷，王引之见而喜之。胡匡衷、胡秉虔、胡培翬祖孙三人合稱“清季绩溪禮學三胡”。
嘉慶二十四年（1819年）進士，官至內閣中書、戶部廣東司主事。居官勤勉，人稱其“治官如治經，一字不肯放過”，“抉隱指弊，胥吏咸憚之”。與郝懿行、胡承珙友好，郝懿行、胡承珙遗书，皆赖培翚次第付梓。道光二十九年（1849年）卒。著有《燕寢考》二卷、《儀禮正義》四十卷、《研六室文鈔》十卷。

## 延伸阅读
[在维基数据编辑]
 《清史稿·卷482》，出自趙爾巽《清史稿》